# ترافيس براون (لاعب كرة قدم أمريكية)
ترافيس براون (بالإنجليزية: Travis Brown)‏ هو لاعب كرة قدم أمريكية أمريكي، ولد في 26 يوليو 1986.